# Chapadão do Sul

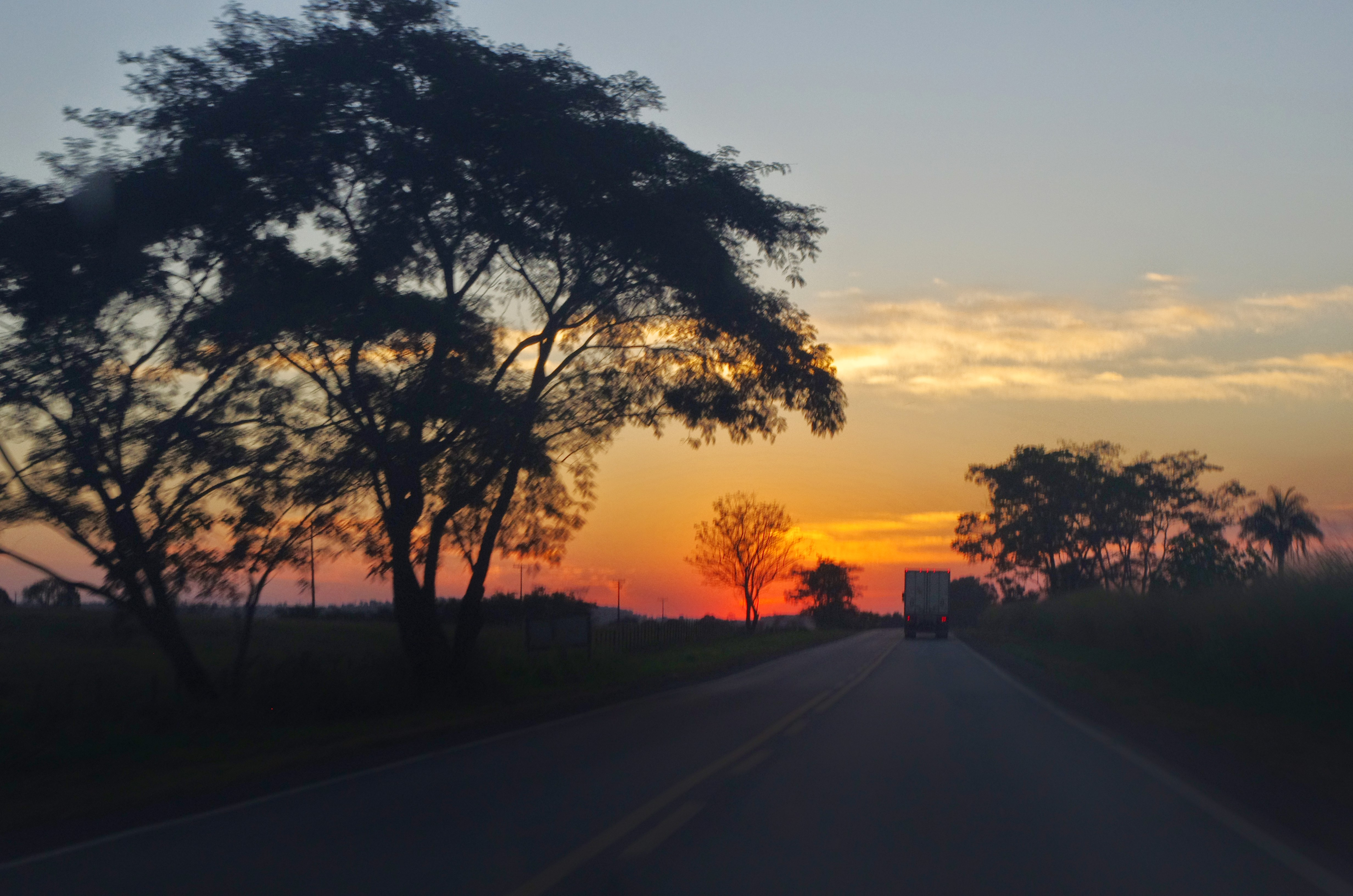
Uma das rodovias que liga o município

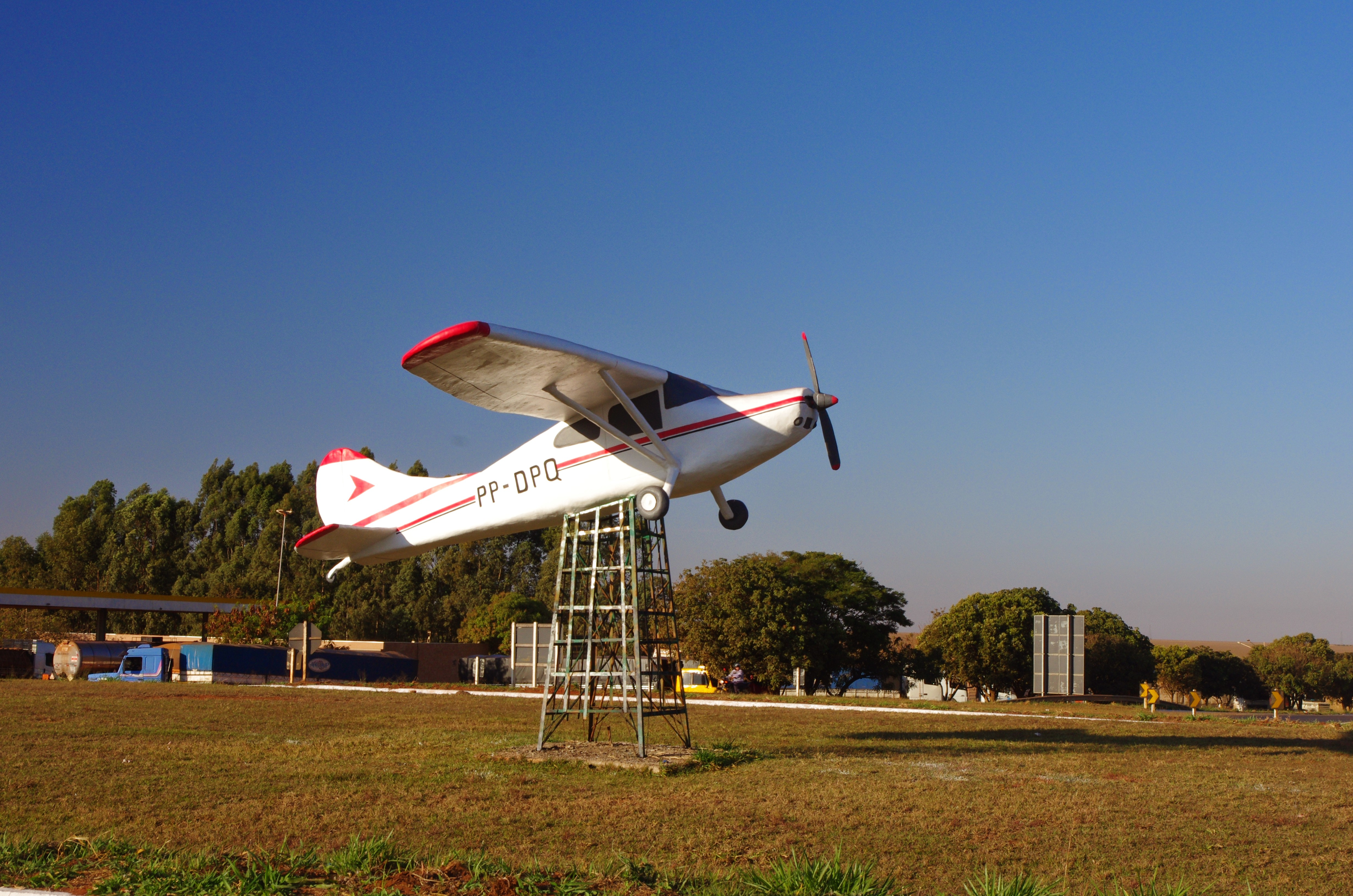
Monumento entre as rodovias MS-306 e BR-060

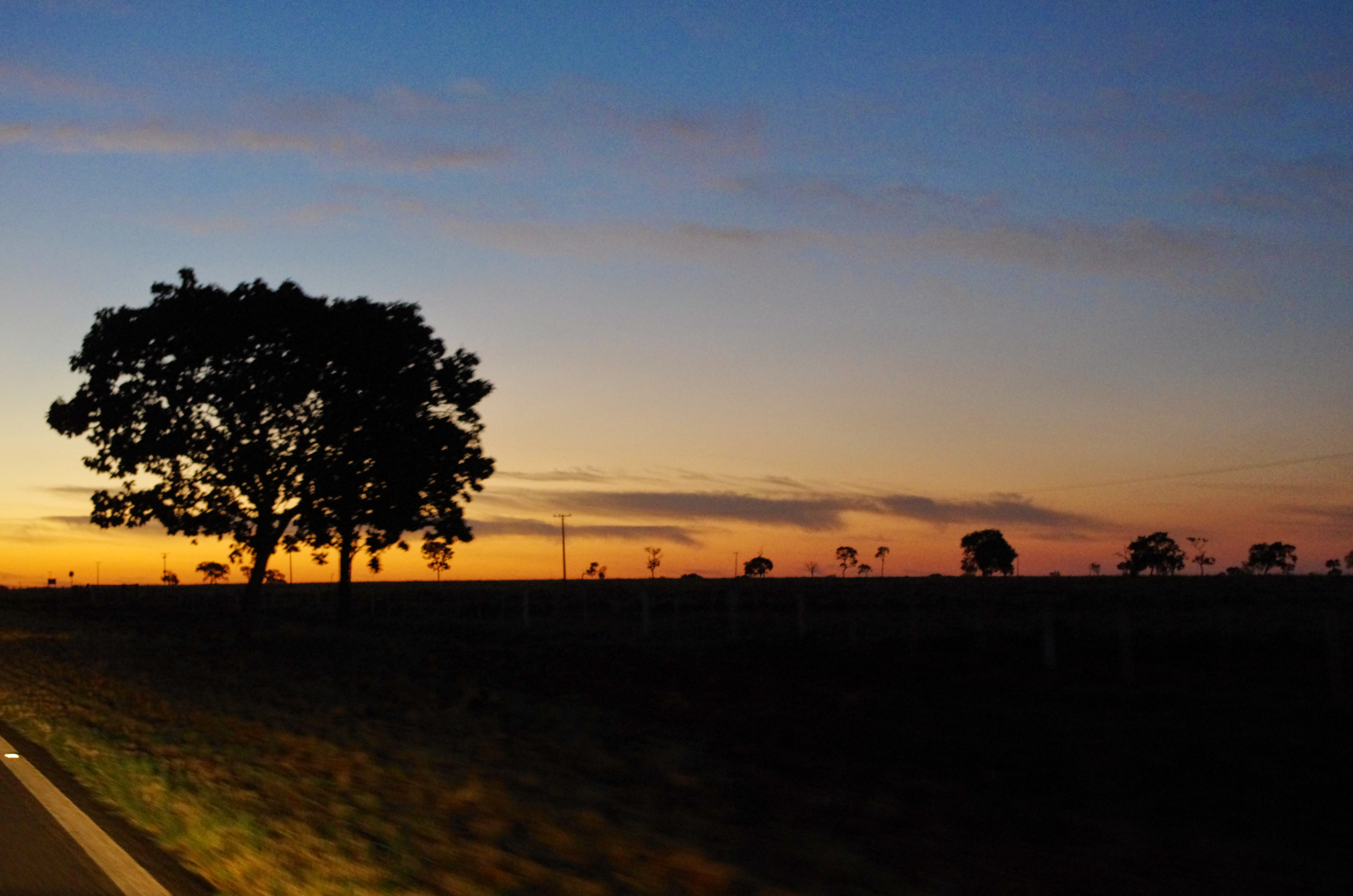
Vista da zona rural

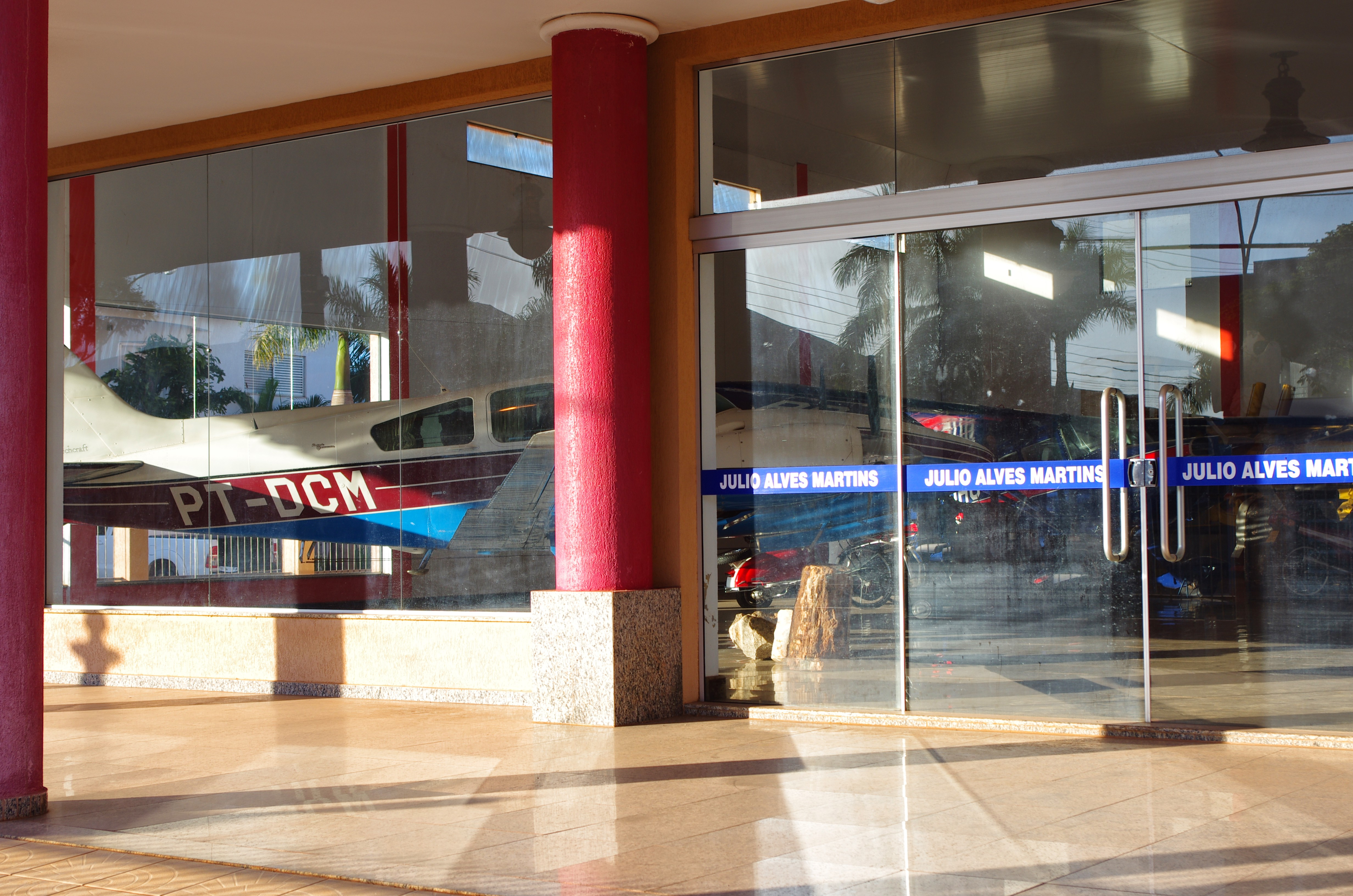
Museu particular

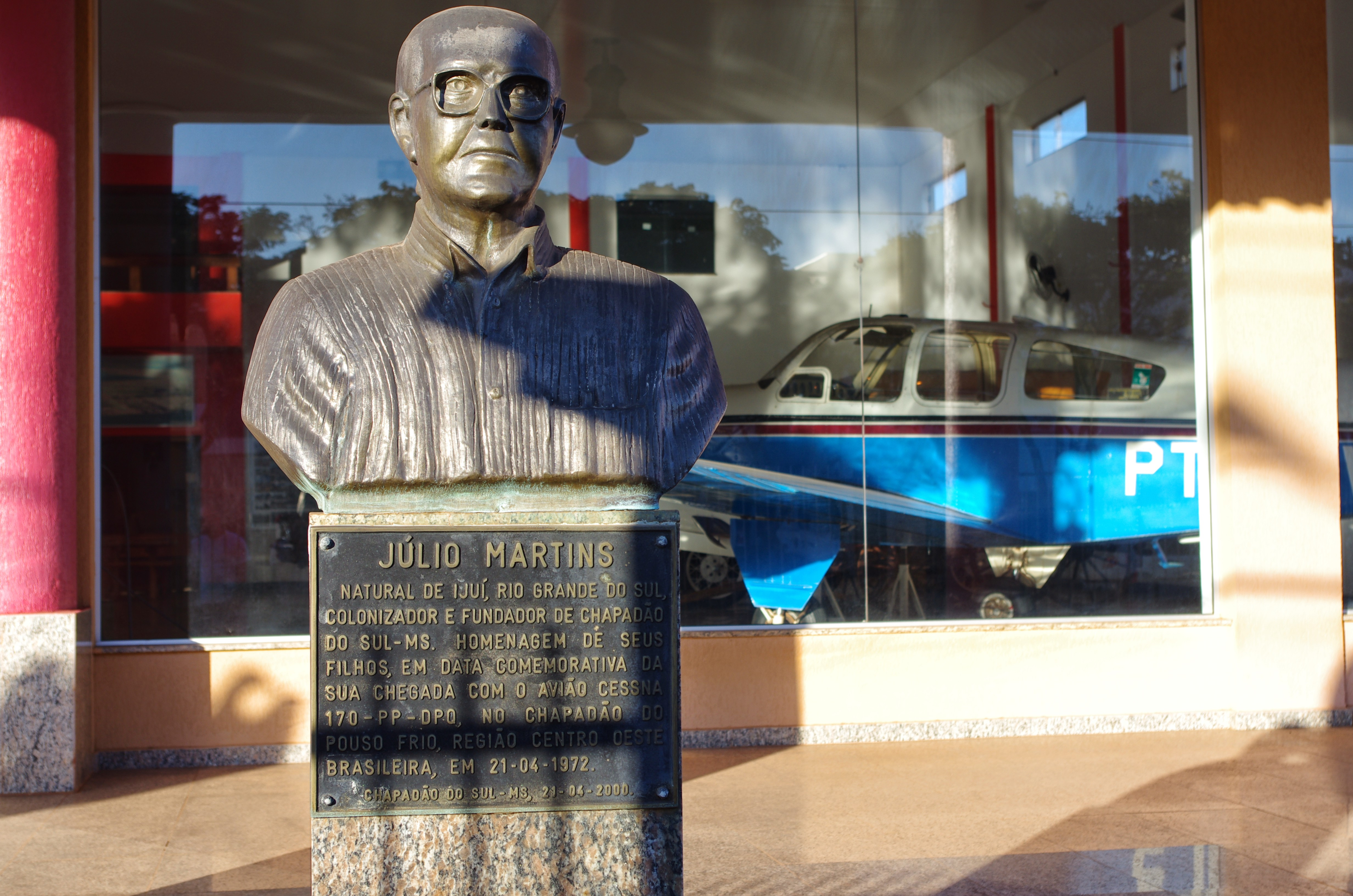
Museu Julio Alves Martins

Chapadão do Sul é um município brasileiro do estado de Mato Grosso do Sul, Região Centro-Oeste do país, conhecido por ser a “Capital Agrícola do Estado”. Sua população estimada em 2024 foi de 33.791 habitantes e uma área e 3.249,542 km². A principal atividade econômica é a agricultura. Em 1969, os gaúchos vindos do Rio Grande do Sul, viram que nesses campos planos de terras vermelhas nasceria boas plantações. Tornou-se povoado por volta de 1973, recebendo o nome de  Chapadão dos Gaúchos, em 23 de outubro de 1987 foi emancipada, passando a se chamar Chapadão do Sul.[carece de fontes?]

## Geografia

### Localização
O município está situado no sul da região Centro-Oeste do Brasil, no Nordeste de Mato Grosso do Sul (Microrregião de Cassilândia). Localizado a uma latitude 18º47'39" sul e a uma longitude 52º37'22" oeste. Distâncias:
- 330 km da capital estadual (Campo Grande)
- 804 km da capital federal (Brasília).

Como destaque, na entrada da cidade, há uma grande escultura de um tatu, símbolo dos desbravadores que aqui chegaram há muitos anos e sem preguiça, transformaram a região, que antes nada produzia, em um polo de tecnologia agrícola mundial.

### Geografia física
Solo
No município há predomínio de Latossolo Vermelho-Escuro de textura argilosa e média com baixa fertilidade natural, com horizonte B latossólico.
Relevo e altitude
Está a uma altitude de 905 m em sua sede. Um terço do município compreende um planalto totalmente mecanizável com altitude média de 905m e o restante é formado de áreas mais baixas, 500 à 600m de altitude, levemente onduladas.
Clima, temperatura e pluviosidade
Está sob influência do clima tropical de altitude (Cwa), com estação chuvosa no verão e seca no inverno. Temperatura Anual 13 à 28 °C (medidas diárias).
Precipitação pluviométrica:
1.850mm
1.820mm
Hidrografia
Está sob influência da Bacia do Rio da Prata. Pertencente a Bacia do Rio Paraná. Rios do município: Sucuriú, Indaiá, Aporé e Paraíso.
Vegetação
Se localiza na região de influência do Cerrado.

### Geografia política
Fuso horário
Está a -1 hora com relação a Brasília e a -4 horas com relação ao Tempo Universal Coordenado (UTC).
Área
Ocupa uma superfície de de 3 850,693 km²[carece de fontes?].
Subdivisões
Chapadão do Sul (sede).
Arredores
Cassilândia, Costa Rica, Chapadão do Céu, Paraíso das Águas e Água Clara.

## História
Em 1969, quando chegaram à região os primeiros habitantes vindos do Rio Grande do Sul (incluindo o colonizador fundador Comendador Júlio Alves Martins), percebeu-se que nesses campos planos de terras vermelhas poder-se-ia implantar agricultura mecanizada, o que acabou acontecendo nos anos seguintes. Tornou-se povoado em meados de 1973, recebendo o nome Chapadão dos Gaúchos. Em 1977 passa a fazer parte do atual estado de Mato Grosso do Sul.
Foi emancipado em 23 de outubro de 1987, passando a se chamar Chapadão do Sul.

## Economia

### Centro de zona B
Chapadão do Sul, com 20 mil habitantes e 1 relacionamento direto, é um Centro de Zona B. Nível formado por cidades de menor porte e com atuação restrita à sua área imediata; exercem funções de gestão elementares. Chapadão do Sul fica entre Costa Rica, Cassilandia.

### Agropecuária
Graças ao cultivo inicialmente do arroz, da soja e do milho, surgiu Chapadão do Sul.
Hoje, consolidado o projeto de agricultura altamente tecnificada, produz o município outros produtos como soja, algodão, girassol, nabo forrageiro, mamona, milho, sorgo, milheto e cana-de-açúcar. São 140 mil hectares de lavouras mecanizáveis.[carece de fontes?]
Chapadão do Sul também conta com um rebanho de 250 mil cabeças de bovinos, em que predomina o gado Nelore, fornecedor de matrizes também para o cruzamento industrial, praticado nas fazendas de atividade mista de agricultura e pecuária.[carece de fontes?]
Resíduos da limpeza de cereais, como a soja, o milho, grãos de produtos menos nobres como o milheto e o caroço do algodão favorecem o confinamento em larga escala na região. Despontaram raças bovinas como o gado Blonde D’Aquitaine, o Angus, o Simental, o Brangus e o Brasford.
Informações Gerais
7º produtor de banana; 9º produtor de café; 2º produtor de feijão; maior produtor de girassol; 2º produtor de milho; 2º produtor de sorgo; 5º produtor de soja; 5º produtor de ovos de galinha.

### Ocorrências minerais
Areia, argila, cascalho e basalto para brita.

## Infraestrutura
A cidade dispõe de toda infraestrutura moderna, como escolas públicas, escolas particulares e faculdade de excelente qualidade, cinco instituições bancárias, hospital municipal, empresas para assistência do setor agronômico, rádios, jornais, provedores de internet, empresas multinacionais ligadas ao campo, comércio amplo e diversificado e prestadores de serviços nas mais diversas áreas.
Estabelecimentos de Serviços Total: 55

### Comunicações
Unidades de Correios
O município conta com uma agência de correios, dois postos de venda de produtos e uma caixa de coleta.
- Rádio/TV

Contamos com duas emissoras de Rádio FM, sendo uma comunitária e outra comercial.
- jornal/internet/revistas

A cidade conta dois jornais impressos com circulação regional 1/15 dias, uma revista social e vários "sites" de notícias locais.
Telefonia
Terminais Instalados: 1.408, além de telefonia celular, nas tecnologias até 3G, última geração, banda larga ADSL e via rádio

### Ensino
- UFMS
- Faculdade de Chapadão do Sul - FACHASUL (Anhanguera)

### Estabelecimentos de Saúde
- Hospitais: 1
- Centros de Saúde: 3
- Demais Unidades: 4

N.º de Leitos
Total 43
Taxa de Leitos:
4,77 por mil habitantes.
Diversas clínicas particulares com especialistas nas mais diversas áreas, incluindo oftalmologistas e cardiologistas, ortopedistas e cirurgia plástica.

### Logística
Aeroporto
Projetado para aeronaves de grande porte, com uma extensão total de 2.500 m.
Acesso ferroviário
A Rumo Logística interliga o terminal rodoferroviário de Chapadão do Sul ao Porto Marítimo de Santos, após atravessar todo Estado de São Paulo.
Acesso Hidroviário Mercosul - Hidrovia do Rio Tietê-Paraná, alcançada pela Rumo Logística, no município de Aparecida do Taboado, a 230 km.
Acesso rodoviário
Localizado no encontro da Rodovia Federal BR 060 (que liga Campo Grande, MS a Brasília, DF) com a Rodovia Estadual MS 306 (liga Cuiabá, MT a São Paulo, SP).

## Indicadores sociais
Chapadão do Sul, conforme pesquisa de universidades e institutos especializados, tem o melhor IDH-M, Índice de Desenvolvimento Humano Municipal, maior PIB, Produto Interno Bruto e o Segundo Menor Índice de Analfabetismo de MS. É o melhor lugar para se viver no estado. Na área urbana, casas modernas em estilo arrojado demonstram a riqueza da região e o nível cultural dos seus habitantes. Isso torna a cidade exemplo de desenvolvimento e um lugar propício para o turismo.

### Saneamento
Abastecimento de Água
- Nº de Ligações: 9.149
- Extensão da Rede: 46.812 m

## Administração
- Prefeito: Walter Schlatter (2025/2028)
- Vice-prefeito: Ernany Andrade Machado
- Presidente da câmara: Cícero Barbosa dos Santos (Mika)